# Rubus curvaciculatus
Rubus curvaciculatus — вид квіткових рослин з родини трояндових (Rosaceae). Ареал: Данія, Німеччина (Бранденбург, Баварія, Гессен, Гамбург, Мекленбург-Передня Померанія, Нижня Саксонія, Північний Рейн-Вестфалія, Шлезвіг-Гольштейн, Саксонія, Саксонія-Ангальт, Тюрингія), Південна Польща, Північна Чехія.